# Astragalus rotundus
Astragalus rotundus är en ärtväxtart som beskrevs av Nikolai Fedorovich Gontscharow. Astragalus rotundus ingår i släktet vedlar, och familjen ärtväxter. Inga underarter finns listade i Catalogue of Life.